# 2022年CBA总决赛
2021-22年中国男子篮球职业联赛总决赛，又称2022年CBA总决赛，是2021-22年中国男子篮球职业联赛的最后一阶段比赛，由辽宁本钢对阵浙江广厦控股。本阶段比赛在2022年4月20日启动，并于4月26日晚间结束，最终辽宁本钢以4比0战胜浙江猛狮，获得本季中国男子篮球职业联赛总冠军，及该队队史的第二个CBA总冠军。前者的球员赵继伟则在以6.9分的SPR值位列球队第二，与SPR值最高的艾瑞克·莫蘭德（7.8分）相差不到1分的情况下，前者以57分当选本季总决赛最有价值球员，亦是第一位以後備球员身份获得总决赛最有价值球员的国內球员。

## 格式

### 赛制
与过往两季联赛相同，该年度季后赛仍然以赛会制模式进行，所有比赛皆在江西省南昌市南昌国际体育中心举办。
赛制方面，该年度季后赛弃用了过往两季的缩减版赛程，而是恢复了先前赛季使用的系列赛模式，即首两阶段比赛以三局两胜制进行，半决赛及总决赛则分别采五局三胜制和七局四胜制。

### 观众
因应疫情防控措施，本季季后赛暂时不安排观众入场观赏。

### 最有价值球员评选
与过往赛季不同，本赛季总决赛最有价值球员评选采用了“以个人表现质量值指标（SPR）为主，以总决赛个人总得分为辅”的评选标准。根据CBA公司发布的说明，该季总决赛最有价值球员须是总冠军球队SPR值最高的球员；如该队排名最前的数名球员的SPR值之差小于1.0，则由以上球员中总决赛个人总得分最高者当选。当中，SPR值以如下式子确定：

## 参赛球队

### 球队基本情况及晋级历程

#### 辽宁飞豹（辽宁本钢）
本次总决赛为辽宁本钢第十次获得CBA总决赛参赛资格，而在过往九次总决赛中，辽宁队仅在2017-18赛季获得过CBA总冠军。

#### 浙江猛狮（浙江广厦）
本次总决赛为浙江广厦第二次获得CBA总决赛参赛资格，而在过往一次总决赛中，广厦队未获得过CBA总冠军。

### 过往比赛记录
在2021-22赛季中，两支队伍共在常规赛期间比赛2场，辽宁两战全胜。
| 2021年10月31日 19:35 |

| 赛后数据 |

| 浙江广厦控股 100–112 辽宁本钢                     |  |                                                    |
| 每節分數： 23–19、23–38、32–27、22–28             |  |                                                    |
| 得分： 孙铭徽 32 篮板： 许钟豪 6 助攻： 孙铭徽 11 |  | 得分： 郭艾伦 35 篮板： 韩德君 14 助攻： 郭艾伦 12 |

| 2021年11月14日 15:30 |

| 赛后数据 |

| 辽宁本钢 102–94 浙江广厦控股                          |  |                                                                |
| 每節分數： 34–18、20–21、30–27、16–29                 |  |                                                                |
| 得分： 凯尔·弗格 25 篮板： 韩德君 13 助攻： 赵继伟 11 |  | 得分： 赵岩昊 23 篮板： 胡金秋 9 助攻： 赵岩昊、孙铭徽、冯欣 5 |

另外，本阶段比赛是辽宁、广厦两队第二次在总决赛赛场上交手。在此之前，双方曾在2017-18年中国男子篮球职业联赛的总决赛进行对阵，最终辽宁队以4比0击败广厦队，成为该季中国男子篮球职业联赛的总冠军。

## 赛程

### 第一场
本阶段的第一场比赛于2022年4月20日19时35分开始，辽宁本钢、浙江广厦分别以主队及客队身份比赛。
| 2022年4月20日 19:35 |

| 赛后数据 |

| 辽宁本钢 98–75 浙江广厦控股                              |  |                                                                         |
| 每節分數： 24–22、25–24、24–11、25–18                    |  |                                                                         |
| 得分： 郭艾伦 24 篮板： 艾瑞克·莫兰德 13 助攻： 赵继伟 7 |  | 得分： 贾利爾·奧卡福、朱俊龙 15 篮板： 朱俊龙、许钟豪 9 助攻： 孙铭徽 5 |

### 第二场
本阶段的第二场比赛于2022年4月22日19时35分开始，辽宁本钢、浙江广厦分别以主队及客队身份比赛。
| 2022年4月22日 19:35 |

| 赛后数据 |

| 辽宁本钢 99–90 浙江广厦控股                           |  |                                                       |
| 每節分數： 24–28、27–13、31–25、17–24                 |  |                                                       |
| 得分： 凯尔·弗格 27 篮板： 韩德君 13 助攻： 赵继伟 13 |  | 得分： 孙铭徽 27 篮板： 贾罗德·琼斯 9 助攻： 孙铭徽 8 |

### 第三场
本阶段的第三场比赛于2022年4月24日19时35分开始，浙江广厦、辽宁本钢分别以主队及客队身份比赛。
| 2022年4月24日 19:35 |

| 赛后数据 |

| 浙江广厦控股 73–87 辽宁本钢                                      |  |                                                           |
| 每節分數： 15–20、21–26、19–26、18–15                            |  |                                                           |
| 得分： 许钟豪 12 篮板： 贾罗德·琼斯 7 助攻： 贾罗德·琼斯、许可 3 |  | 得分： 郭艾伦 22 篮板： 艾瑞克·莫兰德 16 助攻： 郭艾伦 11 |

### 第四场
本阶段的第四场比赛于2022年4月26日19时35分开始，浙江广厦、辽宁本钢分别以主队及客队身份比赛。
| 2022年4月26日 19:35 |

| 赛后数据 |

| 浙江广厦控股 82–100 辽宁本钢                          |  |                                                          |
| 每節分數： 18–31、17–33、20–20、27–16                 |  |                                                          |
| 得分： 孙铭徽 13 篮板： 贾利爾·奧卡福 7 助攻： 许可 7 |  | 得分： 赵继伟 20 篮板： 艾瑞克·莫兰德 10 助攻： 赵继伟 8 |

## 注解
1. ↑  各缩写释义为：PTS——得分；2FGA——2分出手数；3PA——3分出手数；FTA——罚球出手数；OREB——进攻篮板数；DREB——防守篮板数；AST——助攻数；STL——抢断数；BLK——封盖数；TOV——失误数。